# Светиниколска планина
Светиниколска планина е планина в северозападна България, област Видин и Източна Сърбия, най-западен дял на Стара планина.

## Географско положение, граници, големина
Светиниколска се издига в най-западната част на Стара планина и е разположена в България и Сърбия, като по билото ѝ от юг-югоизток на север-северозапад преминава държавната граница между двете страни, между пограничните пирамиди от № 341 (Светиниколски проход, 1386 м) до № 367 (Белоградчишки проход, 570 м). Тези два прохода я отделят съответно от Чипровска планина на югоизток и планината Бабин нос (част от Западния Предбалкан) на северозапад. На североизток чрез продълговатото синклинално понижение между селата Салаш и Чупрене се свързва с планинския рид Ведерник (част от Западния Предбалкан). На запад и югозапад в Република Сърбия склоновете ѝ постепенно се понижават и достигат долините на реките Бели Тимок и дясната я съставяща Търговишки Тимок.
Дължината ѝ от север-северозапад на юг-югоизток е около 25 км, а ширината – 20 км, като по-голямата част от планината се намира на сръбска територия Най-високата точка е връх Хайдушки камък (1720,8 м), разположен в най-югоизточната ѝ част. Североизточният ѝ склон, който е на българска територия е разчленен от Салашка река (десен приток на Арчар, Стакевска река (ляв приток на Лом) и Чупренска река (десен приток на Стакевска река) и техните притоци, а югозападният ѝ – в Сърбия – от десните притоци на Търговишки Тимок и Бели Тимок.

### Върхове
| Име            | Кота (m) | Държава  |
| -------------- | -------- | -------- |
| Хайдушки камък | 1720,8   | България |
| Орлов камък    | 1695,6   | Сърбия   |
| Кота           | 1580,5   | България |
| Три уши        | 1566,9   | България |
| Жребче         | 1373,1   | България |
| Кота           | 1349,2   | България |
| Ветрен         | 1314,2   | България |
| Кота           | 1294     | Сърбия   |
| Берчина чука   | 1230,5   | България |
| Чука           | 1203     | Сърбия   |

## Геоложки строеж
Планината е образувана върху западната част на Берковската антиклинала и е изградена от гранити и палеозойски кристалинни скали. На тази база в района на село Стакевци има находища на антрацитни въглища.

## Климат и води
Климатът е умерено-континентален със сравнително студена зима и прохладно лято.

## Флора
Билото е покрито със смърчови гори, примесени на места с бял бор, бяла мура и бук, храстови и високопланински тревни формации. По североизточния ѝ склон, над 700 – 800 м н.в. са запазени плътни букови гори, а по-надолу те са примесени с габър и ясен. Подножието ѝ на българска и сръбска територия е обезлесено и частично е заето от обработваеми земи.

## Населени места
На българска територия по склоновете на планината са разположени селата Крачимир, Салаш, Стакевци и Чупрене, а на сръбска – Алдинац, Балинац, Градище, Равно буче, Радичевац, Репушница и Шарбановац.

## Пътища
По югоизточното ѝ подножие, от село Чупрене до Светиниколския проход, на протежение от 11,2 км преминава участък от Републикански път III-114 Лом – Ружинци – Светиниколския проход (Пътят нагоре от село Чупрене е без трайна настилка).

## Туризъм
Хижи в Светиниколска планина няма.

## Топографска карта
- Лист от карта K-34-21. Мащаб: 1 : 100 000.
- Лист от карта K-34-22. Мащаб: 1 : 100 000.